# Aulacodes diopsalis
Aulacodes diopsalis là một loài bướm đêm trong họ Crambidae.